# Tuscumbia (Alabama)
Tuscumbia is een plaats (city) in de Amerikaanse staat Alabama, en valt bestuurlijk gezien onder Colbert County.

## Demografie
Bij de volkstelling in 2000 werd het aantal inwoners vastgesteld op 7856.
In 2006 is het aantal inwoners door het United States Census Bureau geschat op 8202, een stijging van 346 (4,4%).

## Geografie
Volgens het United States Census Bureau beslaat de plaats een oppervlakte van
18,9 km², geheel bestaande uit land. Tuscumbia ligt op ongeveer 155 m boven zeeniveau.

## Plaatsen in de nabije omgeving
De onderstaande figuur toont nabijgelegen plaatsen in een straal van 16 km rond Tuscumbia.

## Geboren
- Helen Keller (1880-1968), doofblinde schrijfster en taalkundige
- Mitch McConnell (1942), senator voor Kentucky